# شاتو برنارد (إزار)
شاتو برنارد هي بلدية في إزار في جنوب شرق فرنسا.